# Carolina Costa

Carolina Costa (nascida em Manaus, Amazonas) é uma fotojornalista, empresária, estudante e ativista brasileira, com destaque por sua atuação pública nas áreas de direitos humanos, feminismo e meio ambiente. Reconhecida como uma figura pública engajada, Carolina se faz presente em manifestações e atos políticos, defendendo ativamente causas sociais e ambientais, com especial foco na preservação da Amazônia e na promoção da inclusão de mulheres no audiovisual. Sua trajetória a coloca como uma voz importante no cenário nacional, sendo frequentemente citada por sua atuação em projetos que buscam visibilidade e igualdade para mulheres no mercado audiovisual e fotográfico.

## Primeiros anos e formação
Carolina cresceu no estado do Pará, entre Santarém e outras cidades da região, tendo vivido parte significativa da infância em deslocamentos fluviais pelo interior da Amazônia. Desde jovem, demonstrou interesse em construir narrativas visuais que contrapusessem os estigmas frequentemente atribuídos à região Norte do Brasil.
Iniciou sua trajetória profissional como modelo, área na qual possui formação certificada. Também atuou nas áreas de barbearia, estética e cozinha, com capacitação técnica nas três áreas. A entrada de Carolina na fotografia ocorreu após adquirir sua primeira câmera usada, o que a levou a registrar manifestações e cenas do cotidiano no Norte do Amazonas. Seu trabalho fotográfico passou a se concentrar em temas sociais, culturais e ambientais da Amazônia, com um olhar voltado para as comunidades periféricas e populações tradicionais da região.

## Atuação na pandemia e mudança para São Paulo
Durante a pandemia de COVID-19, Carolina foi uma das ativistas envolvidas no projeto Puxirum do Bem Viver, realizando ações emergenciais de solidariedade, como o fornecimento de oxigênio e apoio a populações vulneráveis no Amazonas. Após esse período, passou por transformações pessoais que a levaram ao Rio de Janeiro e, posteriormente, a São Paulo.
Em São Paulo, foi aprovada no curso de Rádio, TV e Internet da Fundação Cásper Líbero, onde seguiu seus estudos e, em seguida, ingressou na Fundação Escola de Sociologia e Política de São Paulo (FESPSP), no curso de Sociologia e Política.

## Atuação no audiovisual e ativismo
Fundadora da Cumaru Films, produtora audiovisual voltada para projetos de moda, documentarismo e comunicação crítica, Carolina também é uma ativista dedicada a promover a inclusão de mulheres no audiovisual. Ela é integrante do MAAM (Mulheres no Audiovisual do Amazonas), organização que luta pela valorização e visibilidade de mulheres na produção audiovisual, especialmente no Amazonas, onde a presença feminina nas funções de liderança e direção é historicamente sub-representada.

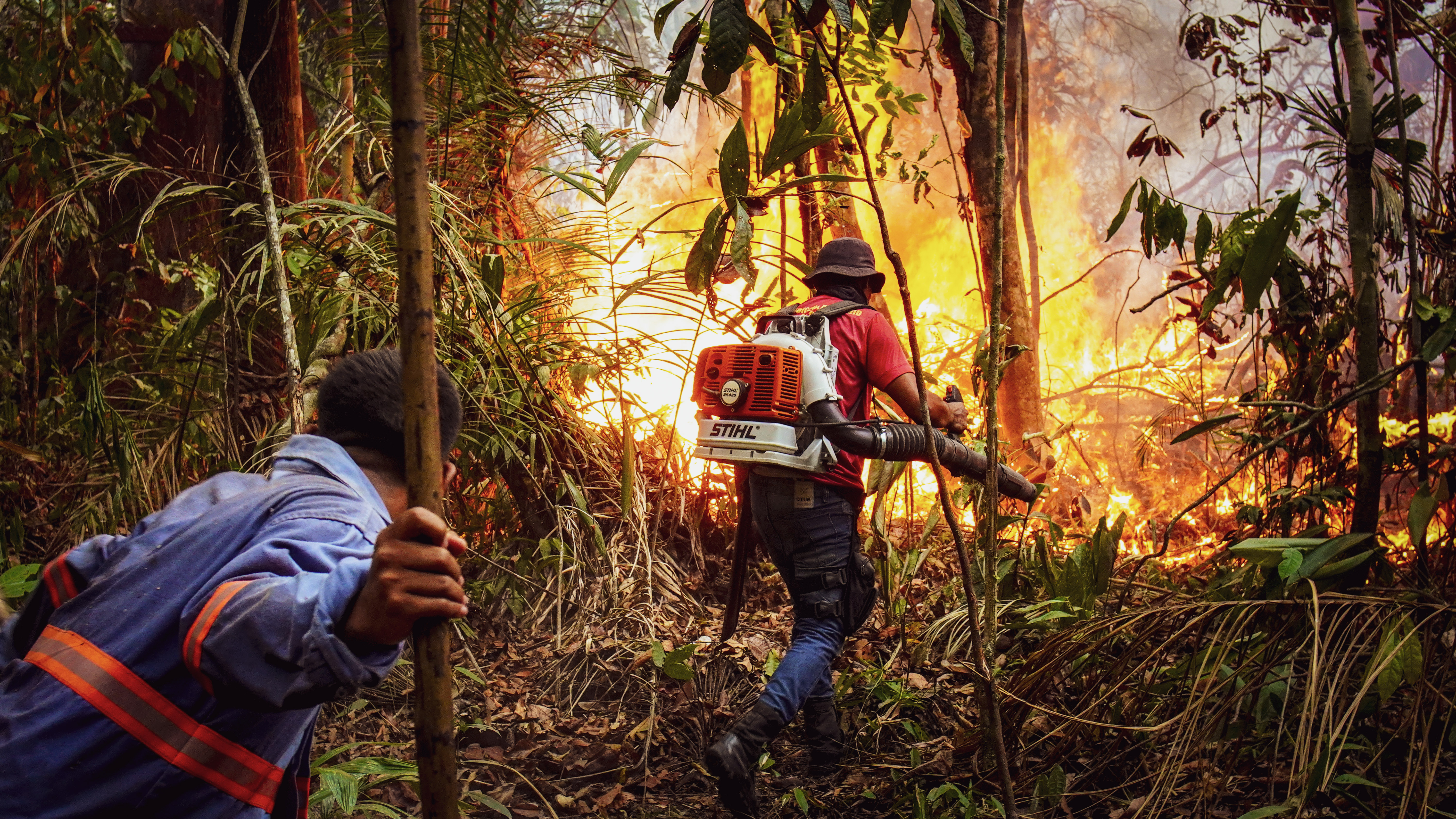

De acordo com dados da ANCINE (Agência Nacional do Cinema), apenas 30% dos profissionais do audiovisual no Brasil são mulheres, e este número diminui para cerca de 20% quando se observa as posições de liderança, como direção e produção. Carolina, ciente dessa disparidade, dedica-se a promover mais oportunidades para mulheres, participando de programas de mentoria, workshops e outras iniciativas que visam aumentar a representatividade feminina, com ênfase em mulheres negras, indígenas e periféricas.
Em sua atuação no fotojornalismo, Carolina também se destacou ao cobrir a Favela do Moinho, última favela do centro de São Paulo, abordando questões de violência policial, moradia e os desafios das comunidades periféricas na cidade.
Lábrea, fronteira agrícola no Sul do Amazonas, mostrando a realidade por olhos reais, de maneira a retratar não só a situação, mas as pessoas, de maneira humanizada.

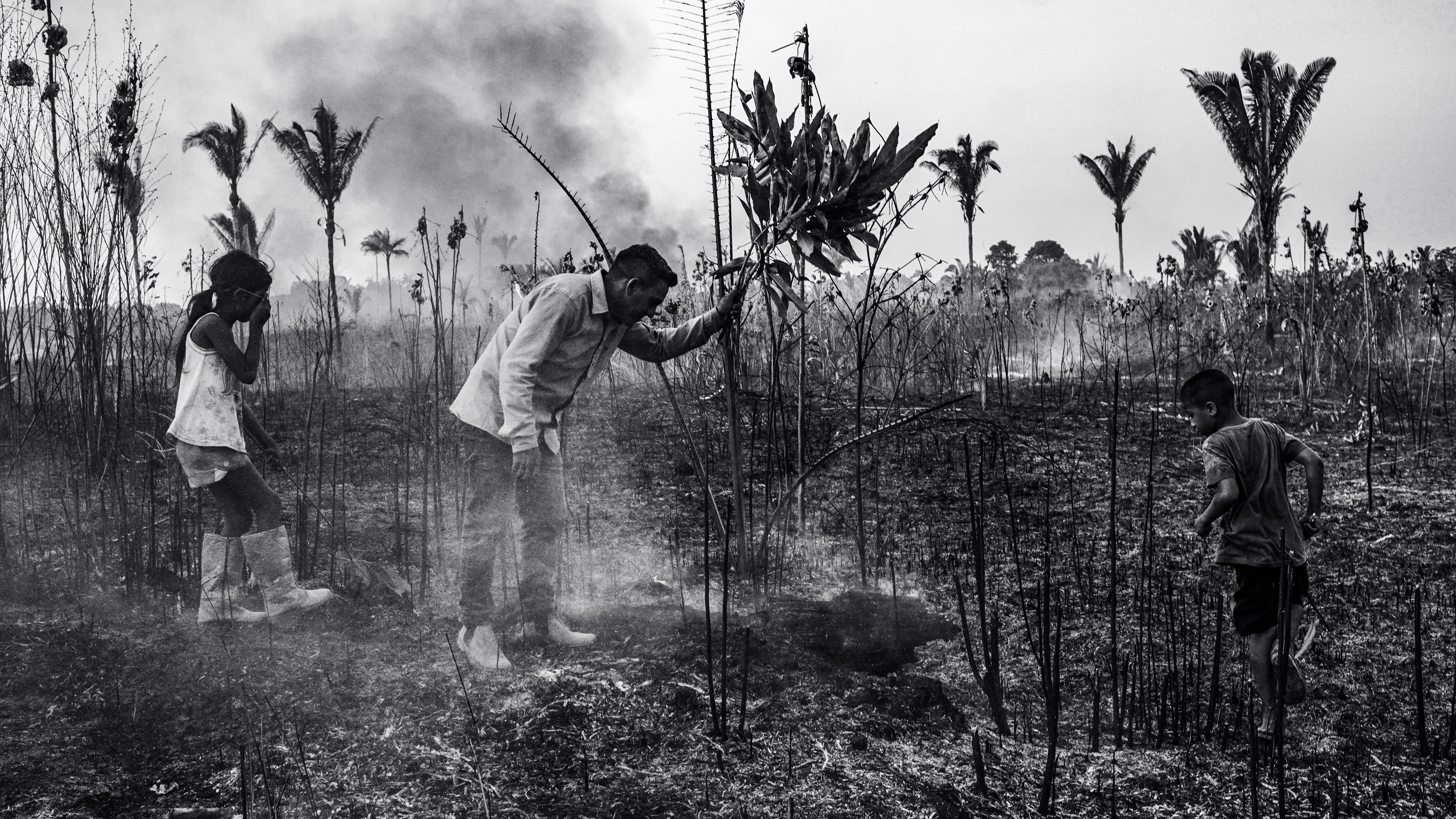

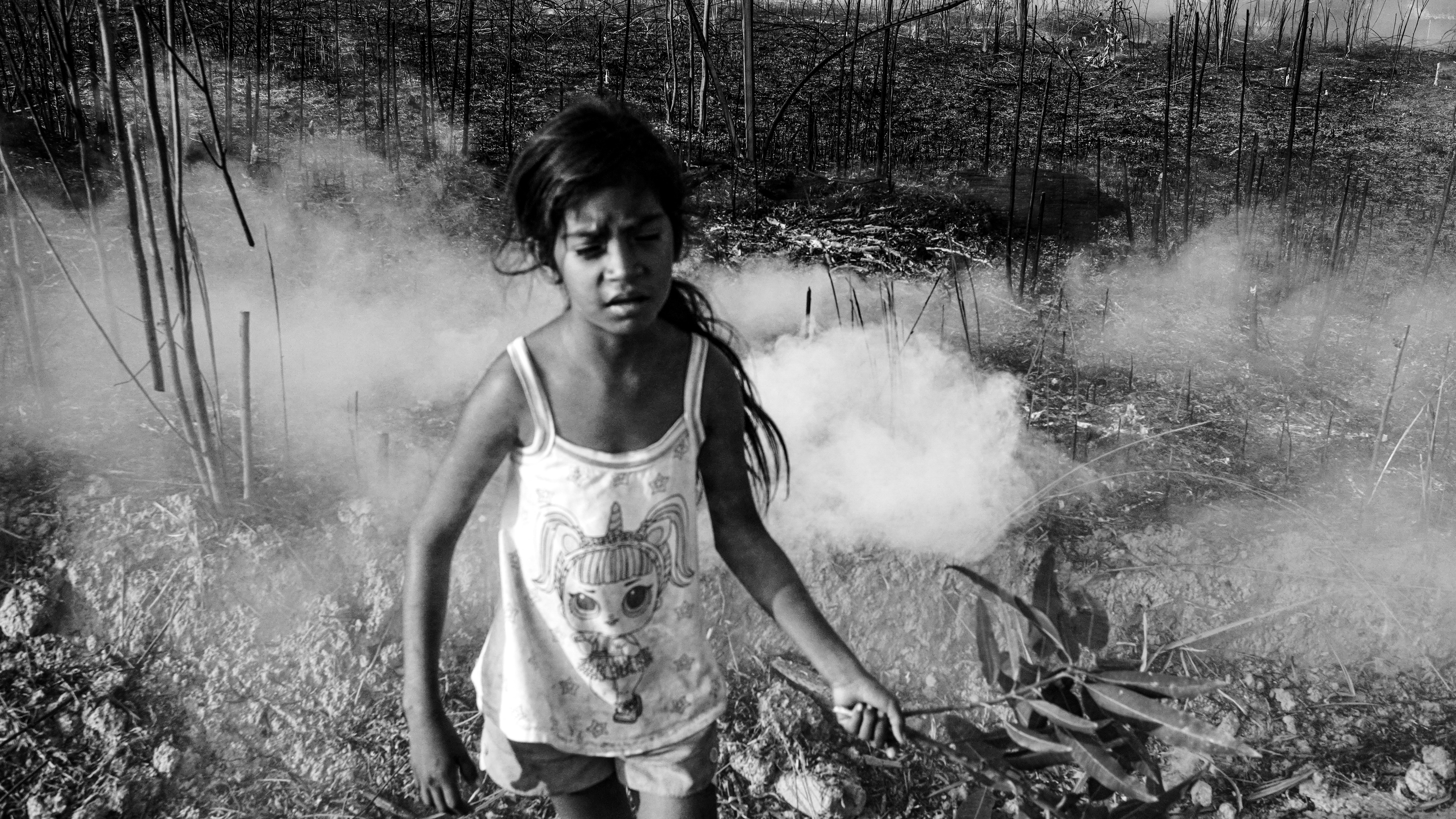

## Reconhecimento e premiações
O trabalho de Carolina no fotojornalismo tem sido amplamente reconhecido, com várias premiações e indicações em concursos nacionais e internacionais. Entre os principais prêmios, destacam-se:
Prêmio Megafone de Ativismo 2025 (categoria Fotografia) pela imagem de incêndios em Lábrea, no Amazonas.
Prêmio Anatel de Comunicação 2025, onde conquistou o 2º lugar por uma reportagem sobre direitos à comunicação na Amazônia.
Prêmio Portfólio FotoDoc 2025, em reconhecimento à sua produção fotográfica autoral e engajada.
Concorrente ao Prêmio Anja Niedringhaus Courage in Photojournalism, promovido pela International Women’s Media Foundation.

Carolina também é participante ativa do movimento Extinction Rebellion Brasil e da campanha Amazônia de Pé, que busca promover a preservação da floresta amazônica e a proteção dos direitos dos povos tradicionais da região.

## Vida pessoal e retorno ao trabalho
Após uma pausa em sua trajetória profissional, Carolina decidiu retornar ao trabalho no final de 2024, focando em sua produção fotográfica, ativismo e no audiovisual. Ela continua a desenvolver projetos com uma abordagem crítica e engajada, centrada na luta por mais visibilidade e oportunidades para mulheres no audiovisual e nas artes visuais.
Fontes: 
https://fotodoc.com.br/portfolio/impavido-colosso-entre-a-floresta-e-o-fogo/
https://www.brasildefato.com.br/2025/05/06/premio-megafone-mostra-crescimento-do-ativismo-ambiental-popular-do-brasil/?utm_source=chatgpt.com
https://mercadizar.com/noticias/amazonia/nortistas-ganham-destaque-no-premio-megafone-de-ativismo-2025/?utm_source=chatgpt.com
https://redept.org/blogosfera/premio-megafone-mostra-crescimento-do-ativismo-ambiental-popular-do-brasil/?utm_source=chatgpt.com
https://amazonasatual.com.br/foto-de-menino-em-incendio-em-labrea-vence-megafone-de-ativismo/?utm_source=chatgpt.com